# 穿山桥
穿山桥位于中国广西桂林市七星区漓江路西段，跨小东江处，因位于穿山附近得名。现在的桥梁通车于2009年。

## 历史
穿山桥在1960年代原为石墩木面桥。1971年至1972年，由桂林市解放桥工程指挥部设计、桂林市市政工程处施工，建成钢筋混凝土双曲拱桥，桥长66米，宽18米，荷载汽—13。后因设计上计算不当，发生桥台位移、下沉，又于1974年秋加固，次年3月交付使用。
因穿山桥桥面狭窄，已成为漓江路交通瓶颈。2008年桂林市决定重建该桥，原计划采用先建南北两幅的桥梁，再重建中间桥梁，不必封桥，但其后受地质条件影响，决定封桥，三幅桥体同时施工。2009年2月23日，位于该桥下游80米处的人行便桥投入使用。当年12月30日，穿山桥建成通车。新桥主桥为三跨连续梁桥，长113米，宽46米；匝道长404米，宽22米；引道长263米，宽18至50米不等；桥西船山路立交下穿通道长396米，宽30米，东端穿山小街下穿人行通道长156米，宽5米。桥面设双向六车道，总耗资约1.1亿元。该桥大致与位于同一主干线上的雉山桥同时通车，有效缓解了上海路、漓江路的拥堵现象。